# NGC 2379
NGC 2379 (również PGC 21036 lub UGC 3857) – galaktyka soczewkowata (S0), znajdująca się w gwiazdozbiorze Bliźniąt. Odkrył ją John Herschel 6 marca 1828 roku.
W galaktyce tej zaobserwowano do tej pory jedną supernową – SN 2010jv.